# Slough Creek (Lamar River)
Der Slough Creek ist ein etwa 40 km langer, rechter Nebenfluss des Lamar River in den US-Bundesstaaten Montana und Wyoming. „Slough“ ist die englische Bezeichnung für einen Sumpf.

## Verlauf
Der Slough Creek entspringt an der Westflanke des Pinnacle Mountain auf einer Höhe von etwa 2960 m inmitten der Absaroka-Beartooth Wilderness, einer Wilderness Area innerhalb des Gallatin National Forest im Sweet Grass County im Süden Montanas. Er fließt nach Süden durch die Beartooth Mountains, erreicht das Park County und überquert nach mäandrierendem Verlauf durch die Frenchy Meadows die Grenze zum Yellowstone-Nationalpark. Er durchfließt einen namenlosen See und erreicht das Park County in Wyoming, wo er einen südwestlichen Verlauf einschlägt. Hier fließt mit dem Buffalo Creek von rechts der mit Abstand längste Nebenfluss hinzu. Im unteren Lamar Valley mündet der Slough Creek nach insgesamt 40 km auf einer Höhe von 1856 m in den hier nach Westen fließenden Lamar River, kurz vor dessen Mündung in den Yellowstone River. Der Slough Creek Trail folgt nahezu dem gesamten Flussverlauf.

## Hydrologie
Der Slough Creek ist als Nebenfluss des Lamar River Teil des Einzugsgebietes des Yellowstone River, der über Missouri und Mississippi in den Golf von Mexiko entwässert. Das Einzugsgebiet des Slough Creek umfasst ein Areal von etwa 570 km² und grenzt an die Einzugsgebiete von Stillwater River im Nordosten, Pebble Creek und Soda Butte Creek im Südosten, Hellroaring Creek im Westen sowie Boulder River im Nordwesten. Der Slough Creek ist der größte Nebenfluss des Lamar River.

## Geschichte
Der Slough Creek erhielt seinen Namen, als sich im Jahr 1867 eine Gruppe von Goldsuchern ins Tal wagte und den Zustand als Slough beschrieb. Der Name tauchte bereits ab 1872 auf Karten auf.

## Angeln
Der Lamar River und seine Nebenflüsse zählen zu den beliebtesten Fischfanggebieten im Yellowstone, beispielsweise aufgrund des leichten Zugangs. Besonders der Unterlauf des Slough Creek nahe dem Slough Creek Campground sind von der US-212 schnell erreicht und daher bei Anglern und Fliegenfischern beliebt. Im Fluss leben einige Regenbogenforellen, hauptsächlich werden aber die im Größeren-Yellowstone-Ökosystem endemischen Yellowstone-Cutthrout-Forellen geangelt. Der Lamar und seine Nebenflüsse sind wegen des hohen Wasserstandes normalerweise erst ab Mitte Juli fischbar. Der National Park Service hat die Vorschriften für den Lamar River und seine Nebenflüsse, einschließlich des Slough Creek, häufig geändert und 2018 bedeutende neue Änderungen vorgenommen. Angler müssen nun alle nicht heimischen Fische im Einzugsgebiet des Lamar River töten, einschließlich Regenbogenforellen und Bachforellen.

## Trivia
Der zweite Teil des 3D-Computerspiels WolfQuest wurde nach dem Slough Creek benannt.

## Galerie

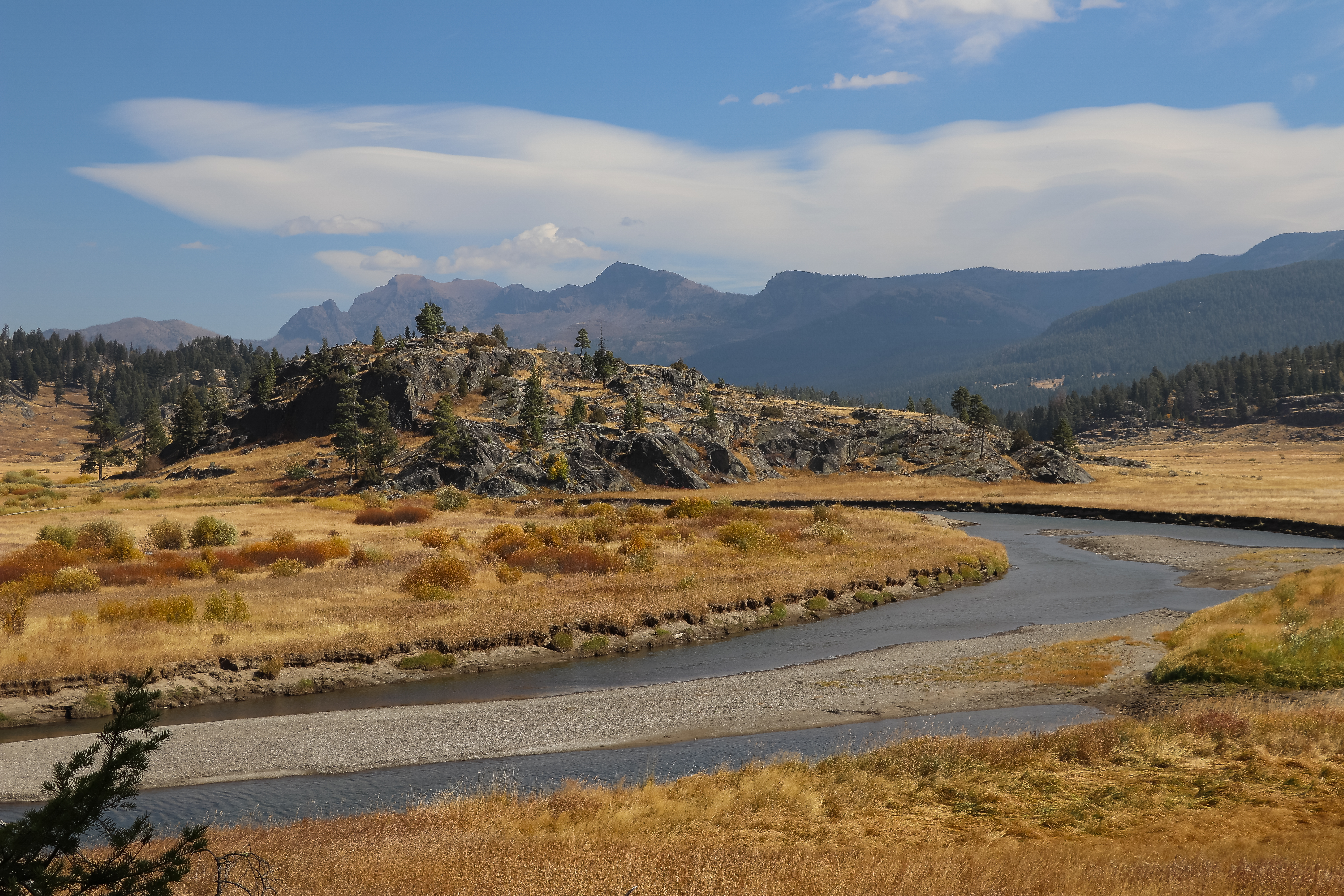
Slough Creek, gesehen vom Slough Creek Trail
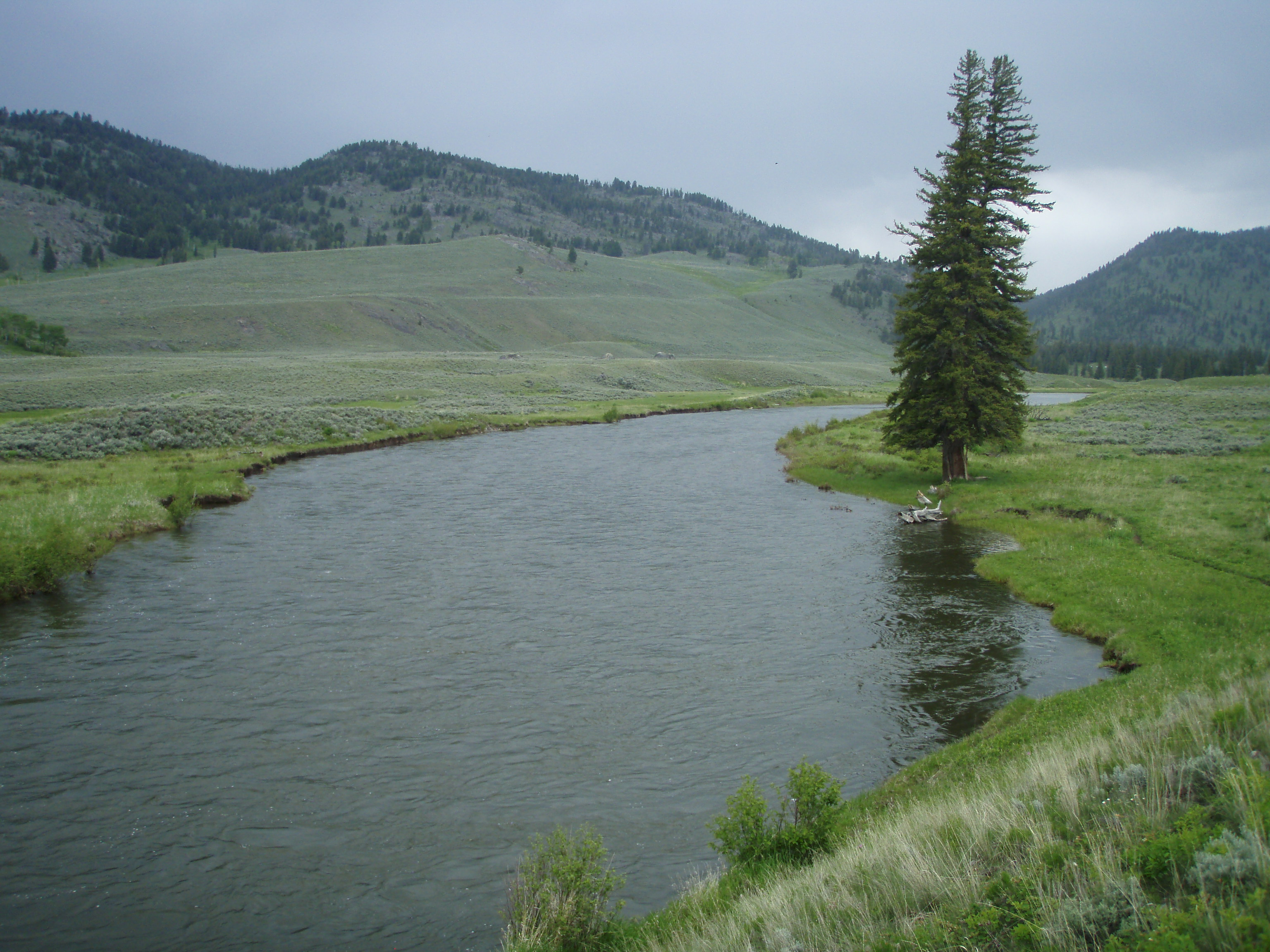
Unterlauf des Slough Creek
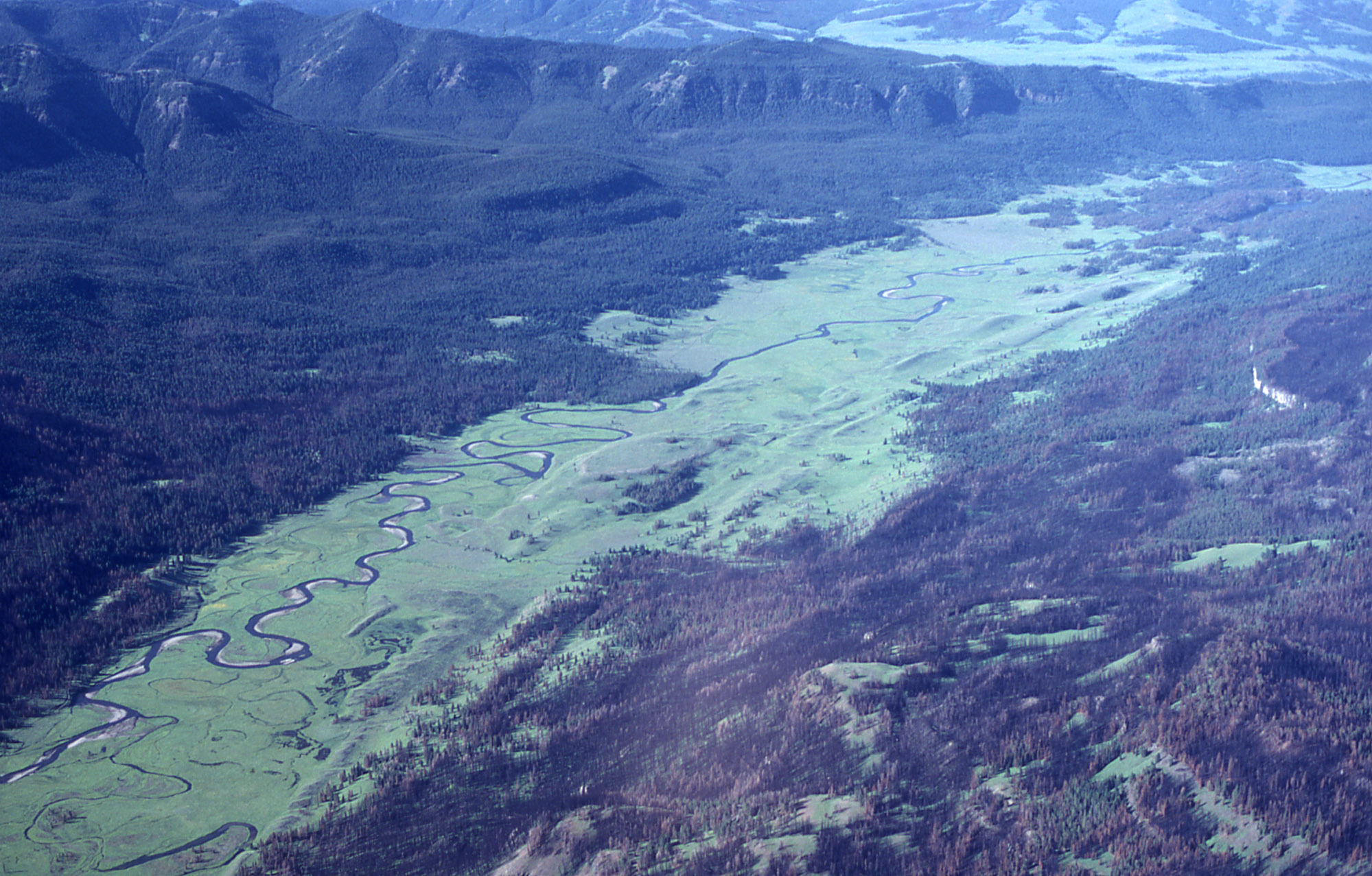
Slough Creek
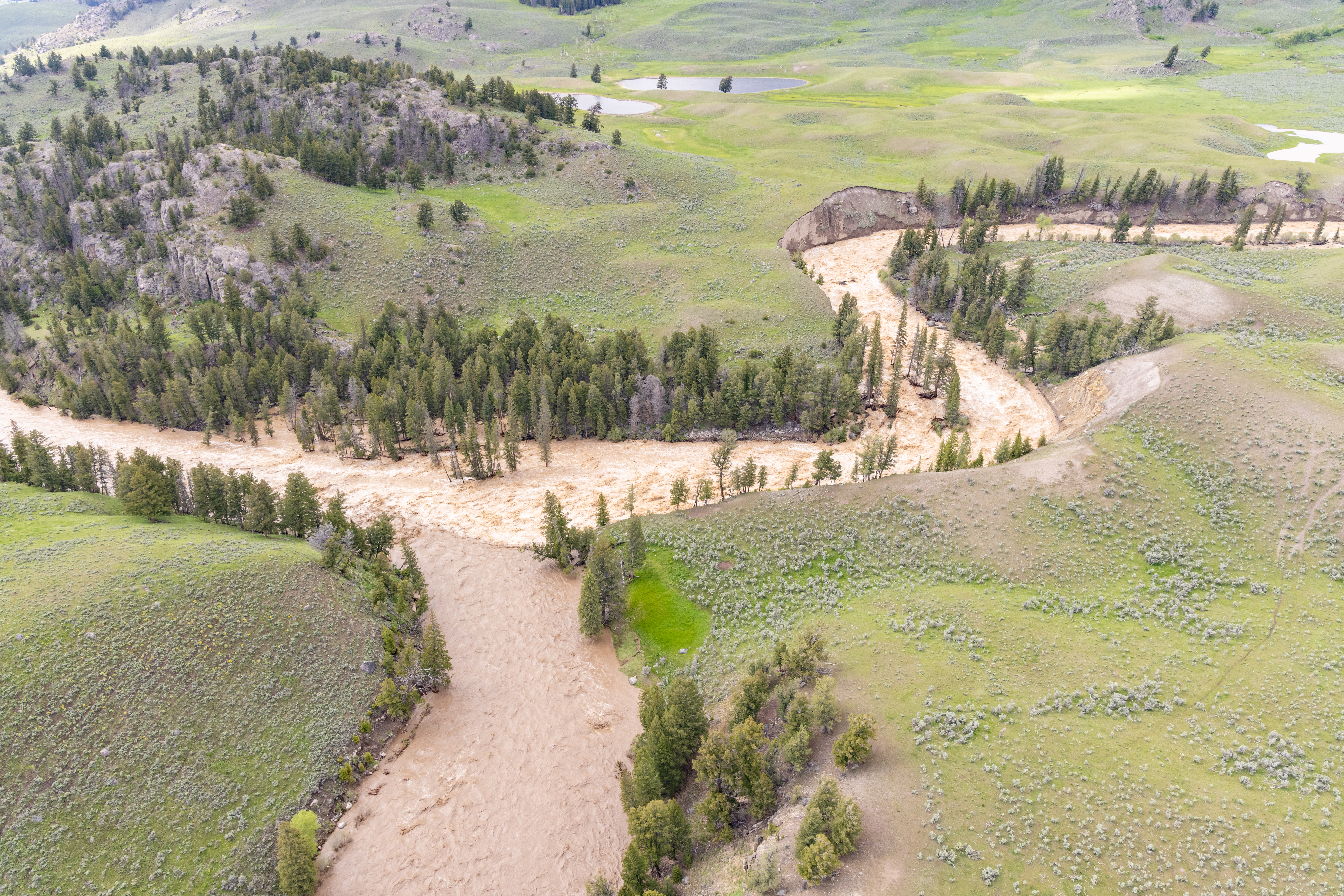
Zusammenfluss von Slough Creek und Lamar River während der Flutkatastrophe 2022
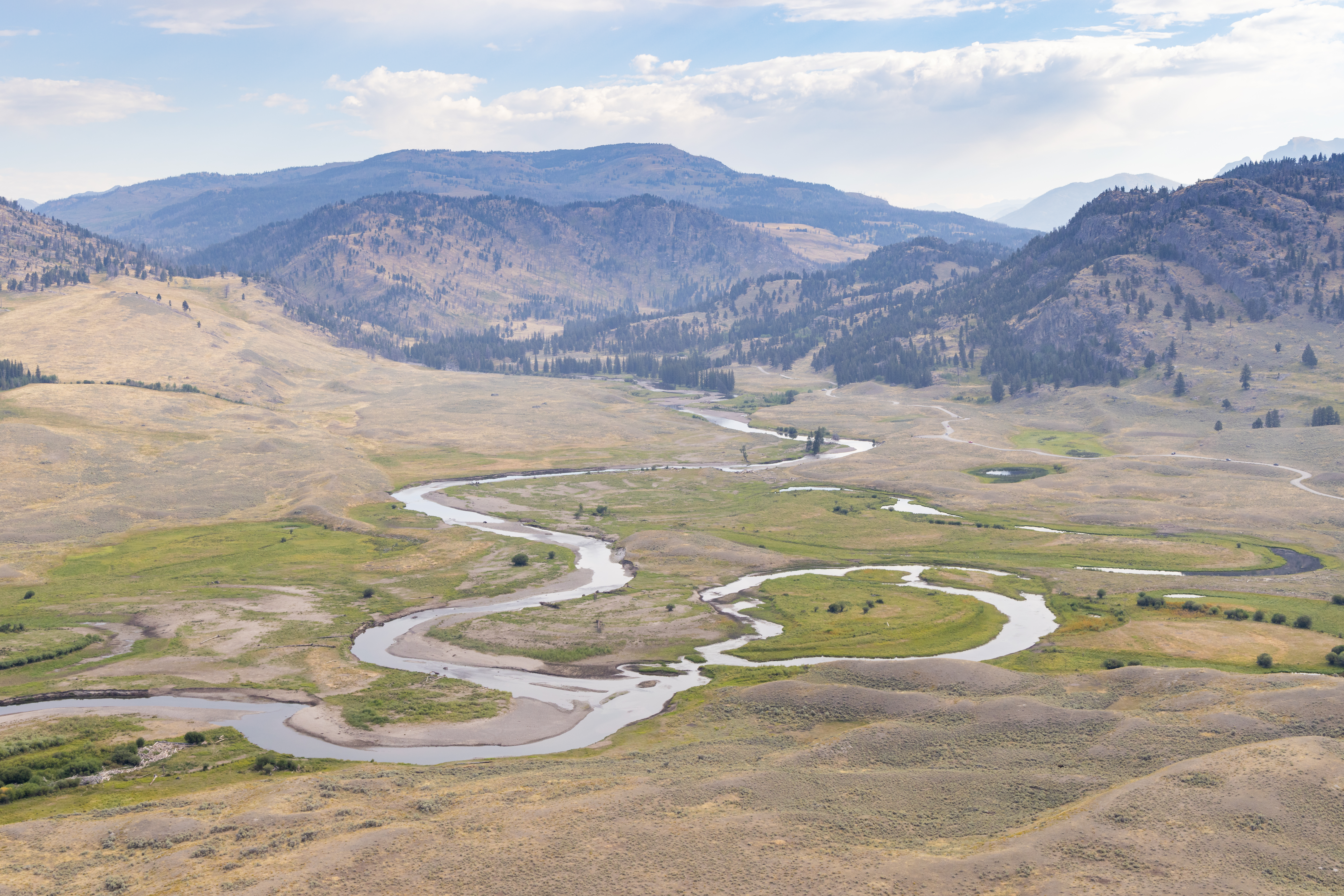
Slough Creek, 2022

## Belege
1. ↑  Slough Creek. In: Geographic Names Information System. United States Geological Survey, United States Department of the Interior (englisch).
2. ↑  Haines, Aubrey L.: Yellowstone Place Names-Mirrors of History. Hrsg.: University Press of Colorado. Niwot, Colorado, ISBN 0-87081-382-X, S. 55–56.
3. ↑  Parks, Richard: Fishing Yellowstone National Park. Hrsg.: Falcon Press. Helena, MT 1998, ISBN 1-56044-625-0, S. 190–194.